# Campeonato Mundial de Snowboard de 2017
El XII Campeonato Mundial de Snowboard se celebró en la Estación de Esquí de Sierra Nevada, ubicada en el municipio granadino de Monachil (España), entre el 7 y el 19 de marzo de 2017 bajo la organización de la Federación Internacional de Esquí (FIS) y la Real Federación Española de Deportes de Invierno. Paralelamente se realizó el XVI Campeonato Mundial de Esquí Acrobático.
Fue la segunda gran competición internacional de deportes de invierno disputada en Sierra Nevada, tras el Campeonato Mundial de Esquí Alpino de 1996.

## Calendario
- Hora local de España (UTC+1).

| Clasificación | Finales |

| Fecha       | Hora  | Evento                         |
| ----------- | ----- | ------------------------------ |
| 9 de marzo  | 10:00 | Slopestyle M                   |
| 9 de marzo  | 14:00 | Slopestyle F                   |
| 10 de marzo | 12:00 | Campo a través M               |
| 10 de marzo | 12:15 | Halfpipe F                     |
| 10 de marzo | 13:30 | Campo a través F               |
| 10 de marzo | 14:00 | Halfpipe M                     |
| 11 de marzo | 09:30 | Campo a través M               |
| 11 de marzo | 12:00 | Campo a través F               |
| 11 de marzo | 12:00 | Slopestyle M y F               |
| 11 de marzo | 20:00 | Halfpipe M y F                 |
| 12 de marzo | 12:00 | Campo a través M y F           |
| 13 de marzo | 12:00 | Campo a través por equipos     |
| 14 de marzo | 10:00 | Eslalon gigante paralelo M y F |
| 14 de marzo | 13:00 | Eslalon gigante paralelo M y F |
| 15 de marzo | 13:00 | Eslalon paralelo M y F         |
| 15 de marzo | 16:00 | Eslalon paralelo M y F         |
| 16 de marzo | 09:00 | Eslalon gigante paralelo M y F |
| 16 de marzo | 12:00 | Eslalon gigante paralelo M y F |
| 16 de marzo | 19:00 | Big air M y F                  |
| 17 de marzo | 19:30 | Big air M y F                  |

1. 1 2  Competición pospuesta por mal tiempo.

## Medallistas

### Masculino
| Evento                             | Oro                                           | Plata                                     | Bronce                                     |
| ---------------------------------- | --------------------------------------------- | ----------------------------------------- | ------------------------------------------ |
| Eslalon paralelo (15.03)           | Andreas Prommegger · Austria                  | Benjamin Karl · Austria                   | Andrei Sobolev · Rusia                     |
| Eslalon gigante paralelo (16.03)   | Andreas Prommegger · Austria                  | Benjamin Karl · Austria                   | Nevin Galmarini · Suiza                    |
| Campo a través (12.03)             | Pierre Vaultier Francia                       | Lucas Eguibar · España                    | Alex Pullin Australia                      |
| Campo a través por equipos (13.03) | Hagen Kearney Nick Baumgartner Estados Unidos | Lucas Eguibar · Regino Hernández · España | Kevin Hill · Christopher Robanske · Canadá |
| Halfpipe (11.03)                   | Scott James Australia 97,50 pts.              | Iouri Podladtchikov · Suiza · 93,25 pts.  | Patrick Burgener · Suiza · 90,50 pts.      |
| Big air (17.03)                    | Ståle Sandbech · Noruega · 188,25             | Chris Corning Estados Unidos 182,75       | Marcus Kleveland · Noruega · 177,25        |
| Slopestyle (11.03)                 | Seppe Smits · Bélgica · 91,40                 | Nicolas Huber · Suiza · 83,25             | Chris Corning Estados Unidos 82,50         |

### Femenino
| Evento                             | Oro                                         | Plata                                    | Bronce                                        |
| ---------------------------------- | ------------------------------------------- | ---------------------------------------- | --------------------------------------------- |
| Eslalon paralelo (15.03)           | Daniela Ulbing · Austria                    | Ester Ledecká · República Checa          | Aliona Zavarzina · Rusia                      |
| Eslalon gigante paralelo (16.03)   | Ester Ledecká · República Checa             | Patrizia Kummer · Suiza                  | Yekaterina Tudeguesheva · Rusia               |
| Campo a través (12.03)             | Lindsey Jacobellis Estados Unidos           | Chloé Trespeuch Francia                  | Michela Moioli · Italia                       |
| Campo a través por equipos (13.03) | Nelly Moenne-Loccoz Chloé Trespeuch Francia | Manon Petit Charlotte Bankes Francia     | Lindsey Jacobellis Faye Gulini Estados Unidos |
| Halfpipe (11.03)                   | Cai Xuetong China 90,75 pts.                | Haruna Matsumoto Japón 84,75 pts.        | Clémence Grimal Francia 79,00 pts.            |
| Big air (17.03)                    | Anna Gasser · Austria · 189,50              | Enni Rukajärvi · Finlandia · 165,25      | Silje Norendal · Noruega · 162,75             |
| Slopestyle (11.03)                 | Laurie Blouin · Canadá · 78,00              | Zoi Sadowski-Synnott Nueva Zelanda 77,50 | Miyabi Onitsuka Japón 77,40                   |

## Medallero
| Núm. | País            | Oro | Plata | Bronce | Total |
| ---- | --------------- | --- | ----- | ------ | ----- |
| 1    | Austria         | 4   | 2     | 0      | 6     |
| 2    | Francia         | 2   | 2     | 1      | 5     |
| 3    | Estados Unidos  | 2   | 1     | 2      | 5     |
| 4    | República Checa | 1   | 1     | 0      | 2     |
| 5    | Noruega         | 1   | 0     | 2      | 3     |
| 6    | Australia       | 1   | 0     | 1      | 2     |
| 6    | Canadá          | 1   | 0     | 1      | 2     |
| 8    | Bélgica         | 1   | 0     | 0      | 1     |
| 8    | China           | 1   | 0     | 0      | 1     |
| 10   | Suiza           | 0   | 3     | 2      | 5     |
| 11   | España          | 0   | 2     | 0      | 2     |
| 12   | Japón           | 0   | 1     | 1      | 2     |
| 13   | Finlandia       | 0   | 1     | 0      | 1     |
| 13   | Nueva Zelanda   | 0   | 1     | 0      | 1     |
| 15   | Rusia           | 0   | 0     | 3      | 3     |
| 16   | Italia          | 0   | 0     | 1      | 1     |
|      | TOTAL           | 14  | 14    | 14     | 42    |